# Трахзельвальд
Трахзельвальд (нім. Trachselwald) — громада  в Швейцарії в кантоні Берн, адміністративний округ Емменталь.

## Географія
Громада розташована на відстані близько 24 км на схід від Берна.
Трахзельвальд має площу 16 км², з яких на 4,5% дозволяється будівництво (житлове та будівництво доріг), 56,6% використовуються в сільськогосподарських цілях, 38,3% зайнято лісами, 0,6% не є продуктивними (річки, льодовики або гори).

## Демографія
2019 року в громаді мешкало 962 особи (-7,3% порівняно з 2010 роком), іноземців було 3,5%. Густота населення становила 60 осіб/км².
За віковим діапазоном населення розподілялося таким чином: 21,8% — особи молодші 20 років, 58,4% — особи у віці 20—64 років, 19,8% — особи у віці 65 років та старші. Було 401 помешкань (у середньому 2,4 особи в помешканні).
Із загальної кількості 369 працюючих 179 було зайнятих в первинному секторі, 59 — в обробній промисловості, 131 — в галузі послуг.